# Alexandra Dumesnil
Alexandra Dumesnil, née le 2 octobre 1887 à Novotcherkassk en Russie, morte le 12 juillet 1978 à La Ferté-Saint-Aubin en France, est une bibliothécaire française spécialiste de la Russie ayant été à la tête du « service slave » de la Bibliothèque de documentation internationale contemporaine.

## Biographie
Alexandra Dolgopolova est née en 1887 à Novotcherkassk près de Rostov dans l'Empire russe. Elle est la fille de Petr Ivanovitch Dolgopolov et Olga Ivanovna Semenova. Le 23 octobre 1909, elle se marie à Paris avec Michel Dumesnil de Gramont. Elle traduit du russe avec son mari plusieurs ouvrages, notamment des écrits de Gorki et de Merejkovsky.  
À partir d'octobre 1920, elle travaille à la Bibliothèque-musée de la Guerre (devenue en 1934 Bibliothèque de documentation internationale contemporaine). Elle y rejoint le « service slave ». Cette section de cette institution, qui a été créée dans le but de documenter la Première Guerre mondiale et ses causes, est chargée de mener une collecte rétrospective « remontant aux origines des mouvements révolutionnaires dans l'Empire russe au XIXe siècle ». Elle prend ensuite la tête du service et y travaille notamment avec le philosophe Alexandre Kojève avec qui elle entretient des relations conflictuelles. 
En application de la loi 17 juillet 1940 qui dispose que « nul ne peut être employé dans les administrations de l'État s'il ne possède pas la nationalité française, à titre originaire, comme étant né de père français », Alexandra Dumesnil est mise à la retraite. Elle s'installe alors en zone libre et établit auprès de la bibliothèque de l’Université de Toulouse un service de la BDIC. Elle parvient, seule, à effectuer un travail de collecte de documents, inaccessibles en zone occupée, sur le régime de Vichy, les périodiques de la zone sud et de la documentation de la Résistance. Elle fait ainsi parvenir 50 caisses de documents à Paris. Elle est officiellement réintégrée à la Libération en octobre 1944. 
Elle reste à la tête du service slave de la BDIC jusqu'en 1952, date de son départ à la retraite.